# گمینا لیپوش
گمینا لیپوش (به لهستانی:  Gmina Lipusz) یک گمینا در لهستان است که در شهرستان کوشچژنا واقع شده‌است. گمینا لیپوش ۱۰۹٫۲ کیلومتر مربع مساحت و ۳٬۳۸۱ نفر جمعیت دارد.